# Tertiates

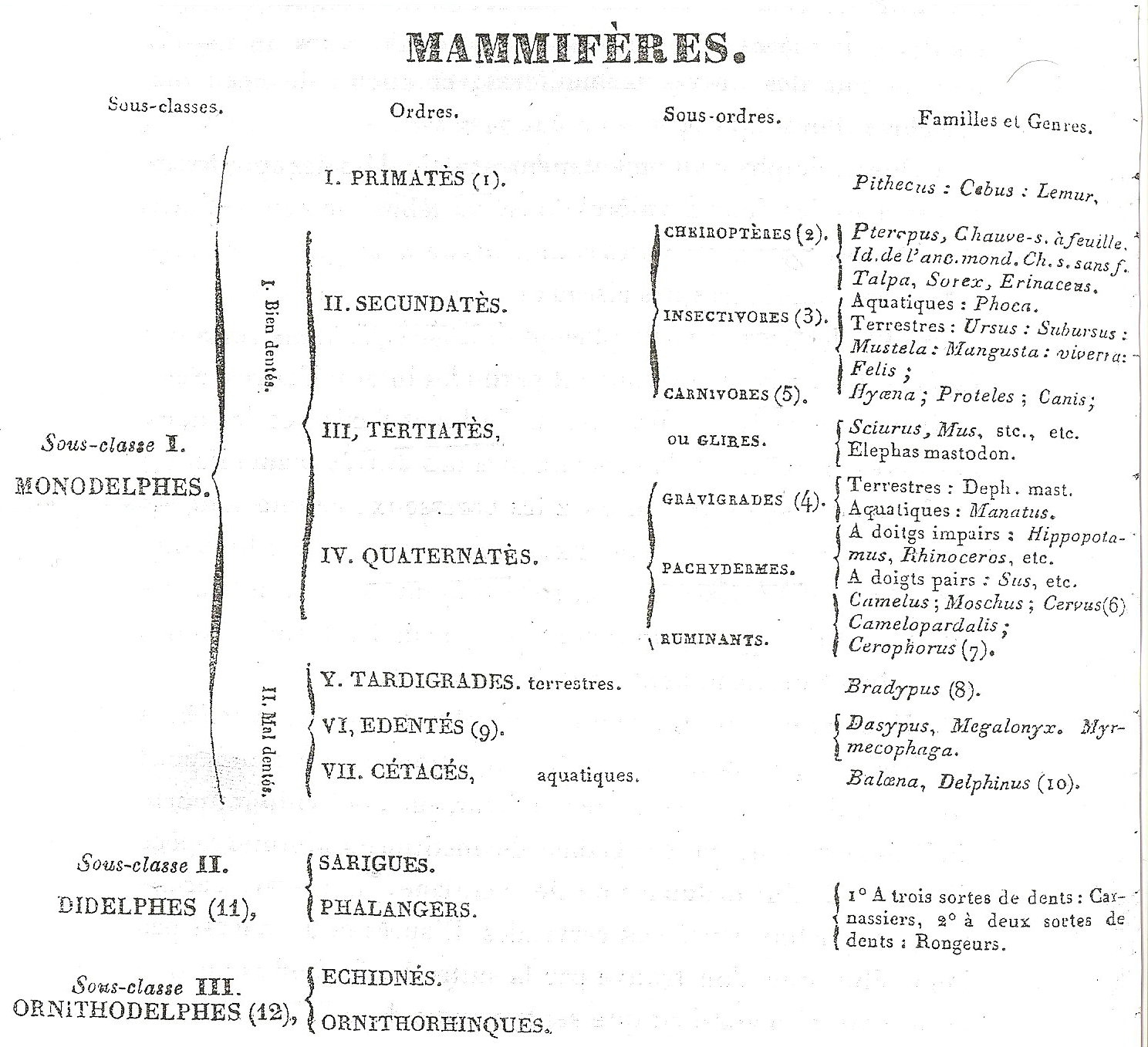
Nouvelle classification des Mammifères (1839)

Tertiates  é uma ordem obsoleta de mamíferos criada por Henri Marie Ducrotay de Blainville em 1839, imitando a nomenclatura de Linnaeus. Ela incluía a subordem Glires.